# Mitrophrys ansorgei
Mitrophrys ansorgei är en fjärilsart som beskrevs av Rothschild 1897. Mitrophrys ansorgei ingår i släktet Mitrophrys och familjen nattflyn. Inga underarter finns listade i Catalogue of Life.